# Holland (Ohio)
Pour les articles homonymes, voir Holland.
Holland est un village américain situé dans le comté de Lucas, dans l'Ohio. Selon le recensement de 2010, sa population est de 1 764 habitants.